# Ed Lee (politicus)
Edwin Mah Lee (Seattle, 5 mei 1952 – San Francisco, 12 december 2017) (jiaxiang: Guangdong, Taishan) was een Amerikaans politicus van de Democratische Partij en 43e burgemeester van de stad San Francisco in Californië.

## Biografie
Ed Lee groeide op in gezin met vijf kinderen. Zijn ouders migreerden in de jaren dertig van de 20e eeuw vanuit Taishan naar Seattle. Zijn vader diende het Amerikaanse leger tijdens de Tweede Wereldoorlog. Hij overleed toen Ed Lee vijftien jaar oud was. Zijn moeder werkte als jurkenmaker en restaurantbediende.
Lee studeerde in 1974 met grootste onderscheiding af aan de privé-universiteit Bowdoin College in Maine. In 1978 studeerde hij af aan de Law School van Universiteit van Californië - Berkeley. Ed Lee huwde zijn vrouw Anita Lee in 1980. Ze hadden twee dochters.
Voor Lee burgemeester werd, heeft hij verscheidene publieke functies vervuld in San Francisco. In 2000 werd hij aangesteld als directeur openbare werken van de stad. In 2005 en opnieuw in 2010 werd Lee door Gavin Newsom aangeduid als City Administrator.
Op 11 januari 2011 werd Lee door het stadsbestuur aangeduid als interim-burgemeester nadat Gavin Newsom zijn ontslag had ingediend om aan te treden als luitenant-gouverneur van Californië. Hij was oorspronkelijk niet van plan om zich verkiesbaar te stellen in de eerstkomende burgemeestersverkiezingen, maar heeft dat uiteindelijk toch gedaan. Hij won de verkiezing op 8 november 2011. Ed Lee was de eerste Chinees-Amerikaanse burgemeester van San Francisco.
Hij overleed op 65-jarige leeftijd tijdens zijn ambtstermijn in het San Francisco General Hospital aan de gevolgen van een hartinfarct.